# Reino de Túnez
El Reino de Túnez fue una efímera monarquía que surgió tras la independencia del Protectorado francés de Túnez el 20 de marzo de 1956, bajo el reinado del bey (o Rey) Lamine Bey, y que fue disuelta por un golpe de Estado perpetuado por Habib Burguiba el 25 de julio del año siguiente.

## Historia
Túnez accedió a la independencia el 20 de marzo de 1956, luego de haber obtenido su autonomía el año anterior. Lamine Bey, que había ostentado el título de Bey o jefe de Estado del protectorado, permaneció como Rey de Túnez. El 15 de marzo de 1956, se celebraron elecciones para la Asamblea Nacional Constituyente: el Neo Destour consiguió todos los escaños y Burguiba quedó a la cabeza de la Asamblea desde el 8 de abril. El 11 de abril, se convirtió en el primer ministro de Lamine Bey. Al día siguiente, Túnez hizo su ingreso en la Organización de las Naciones Unidas.
El código de estatus personal, de tendencia progresista, fue proclamado el 13 de agosto, mientras que el 25 de julio de 1957 fue abolida la monarquía. Desde entonces, Túnez se convirtió en una república, de la cual Habib Burguiba fue elegido presidente el 8 de noviembre de 1959. Su pasado de resistencia y las medidas adoptadas después de la independencia para emancipar a las mujeres y combatir la pobreza y el analfabetismo contribuyeron a reforzar su autoridad.
La constitución republicana fue ratificada de manera definitiva el 1 de junio de 1959.